# 奧西卡拉

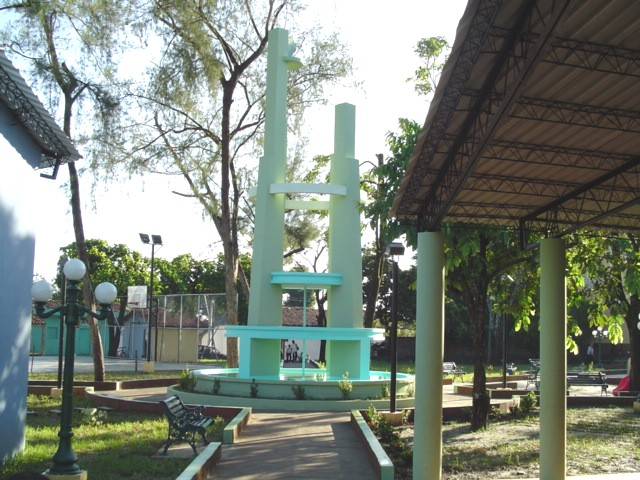

奧西卡拉（西班牙語：Osicala），是薩爾瓦多的城鎮，位於該國東北部，由莫拉桑省負責管轄，面積47.05平方公里，海拔高度516米，2007年人口8,909，人口密度每平方公里189.35人。
13°48′N 88°9′W / 13.800°N 88.150°W